# Río Samara (Dniéper)
El río Samara (en ucraniano: Самара) es un río de Ucrania, un afluente por la izquierda del río Dniéper. Tiene una longitud de 320 km y una cuenca hidrográfica de 22.600 km².
La ciudad de Dnipropetrovsk se encuentra cerca de la confluencia del Dniéper y el Samara. La calidad del agua es muy variable, principalmente debido a que el río se ve alimentado por el deshielo primaveral. La anchura del río varía entre los 40 y los 60 metros siendo el máximo 300 metros.
Los afluentes más importantes del río Samara son el río Vovotscha y el río Byk. Las ciudades más grandes en sus orillas son Ternivka y Novomoskovsk.